# Thomas Emanuel von Savoyen

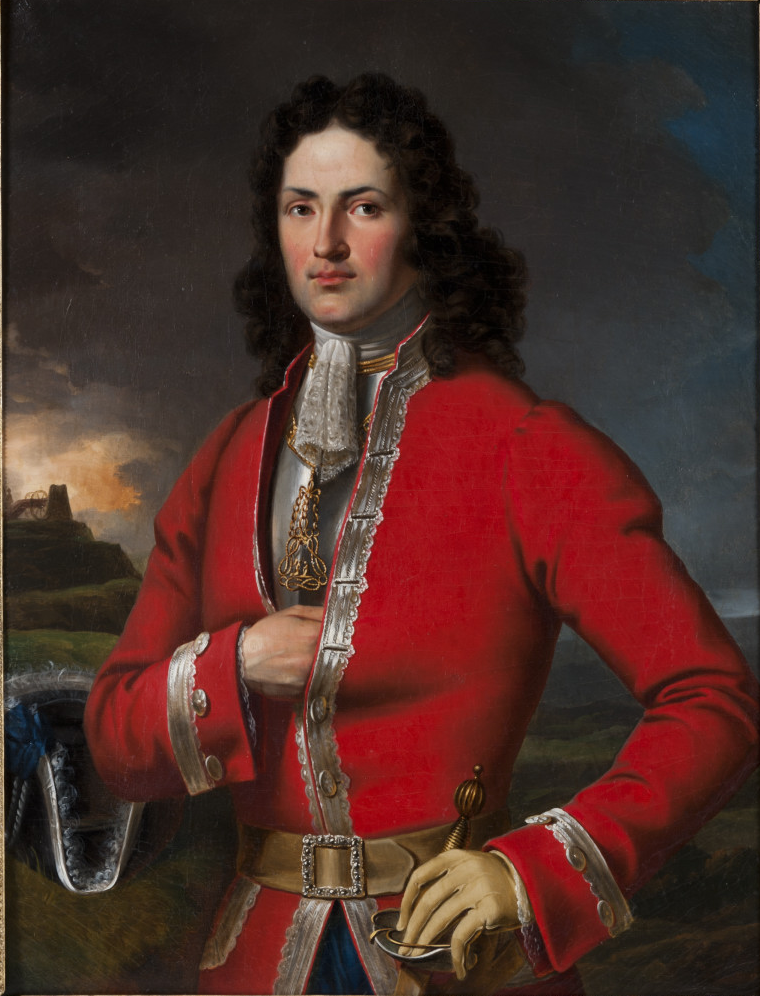
Emanuel Thomas von Savoyen (1687–1729)

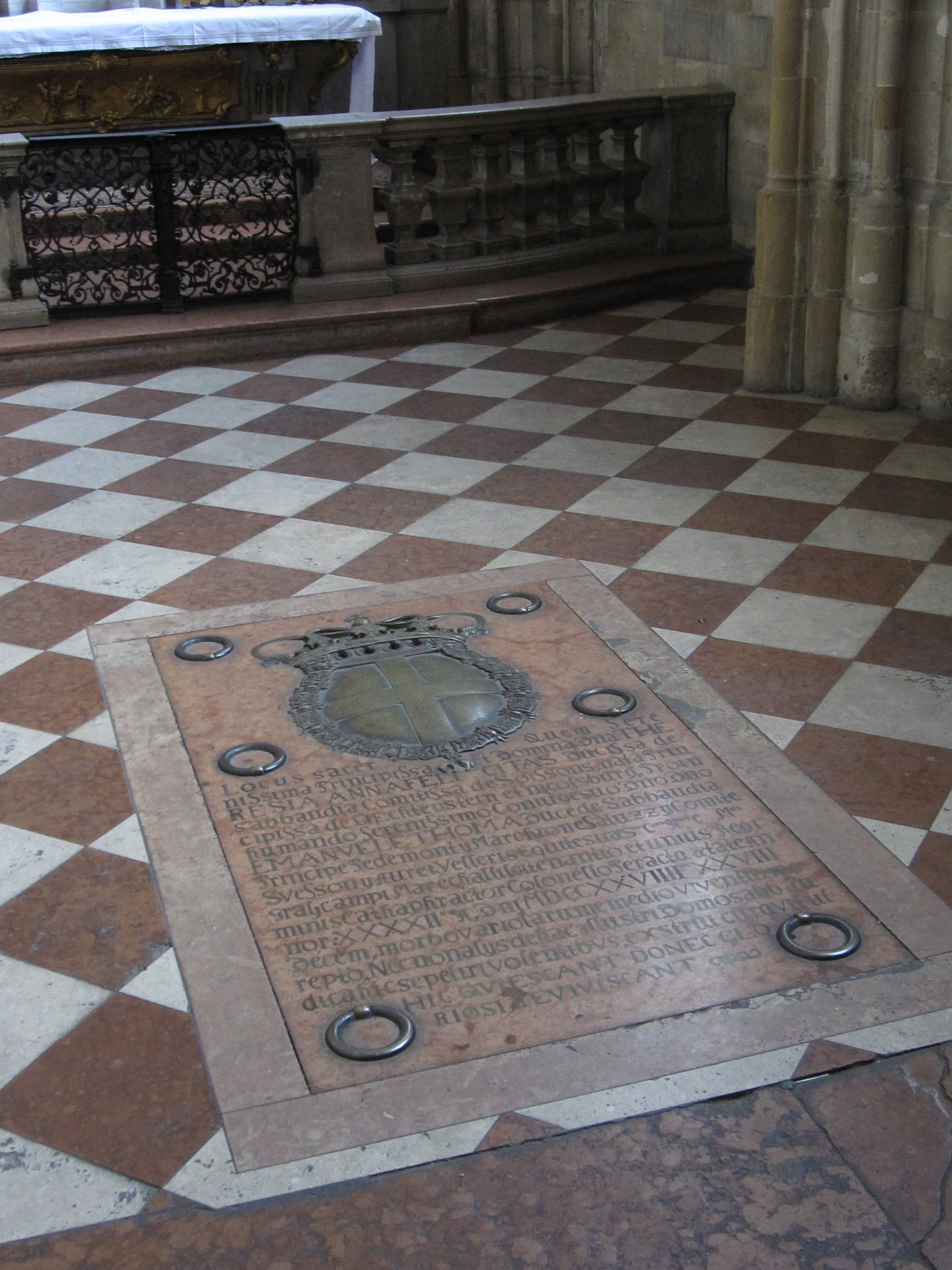
Grabplatte für Emanuel Thomas von Savoyen im Stephansdom in Wien

Thomas Emanuel von Savoyen (* 8. Dezember 1687; † 28. Oktober 1729 in Wien) war Neffe des Feldherrn Eugen von Savoyen, österreichischer Feldmarschalleutnant und Graf von Soissons.
Er entstammt der Linie Carignan des Hauses Savoyen. Seine Eltern waren Louis Thomas von Savoyen-Carignan (* 15. Dezember 1657; † 24. August 1702) und dessen Ehefrau Urania de la Cropte (1655–1717).
Im Jahr 1710 wurde er Inhaber des Kürassierregiments K 2, nach seinem Tod erhielt es Eugen von Savoyen. Bereits 1712 wurde er vom Kaiser mit dem Orden vom Goldenen Vließ ausgezeichnet. Außerdem wurde er am 13. Mai 1716 zum Generalfeldwachtmeister und am 18. Oktober 1723 zum Feldmarschalleutnant ernannt. 1729 wurde er Gouverneur von Antwerpen.
Emanuel Thomas starb in Wien an Kinder-Blattern. Er wurde im Stephansdom in der Savoyen-Kapelle beigesetzt, der Feldherr Eugen von Savoyen wurde später neben ihm beigesetzt. Seine Frau Therese gründete in Wien die Savoyische Ritterakademie und ein adeliges Damenstift, schuf vier Stellen für Domherren und machte weitere großzügige Spenden.
Er heiratete am 24. Oktober 1713 Therese von Liechtenstein (* 11. Mai 1694; † 20. Februar 1772), eine Tochter des Hans Adam von Liechtenstein. Das Paar hatte einen Sohn namens Eugen Johann Franz (* 1714; † 23. November 1734). Dieser starb ohne Nachkommen.